# Joseph Louis Kauffmann
Pour les articles homonymes, voir Kauffmann.
Joseph Louis Kauffmann, né le 27 janvier 1749 à Matzenheim et mort le 17 mars 1799 à Paris, est un homme politique français.
Député du tiers état aux États généraux de 1789, il siège jusqu'à la fin de la session de l'Assemblée nationale constituante le 30 septembre 1791. Il est ensuite membre du Conseil des Anciens de 1795 à sa mort.

## Biographie

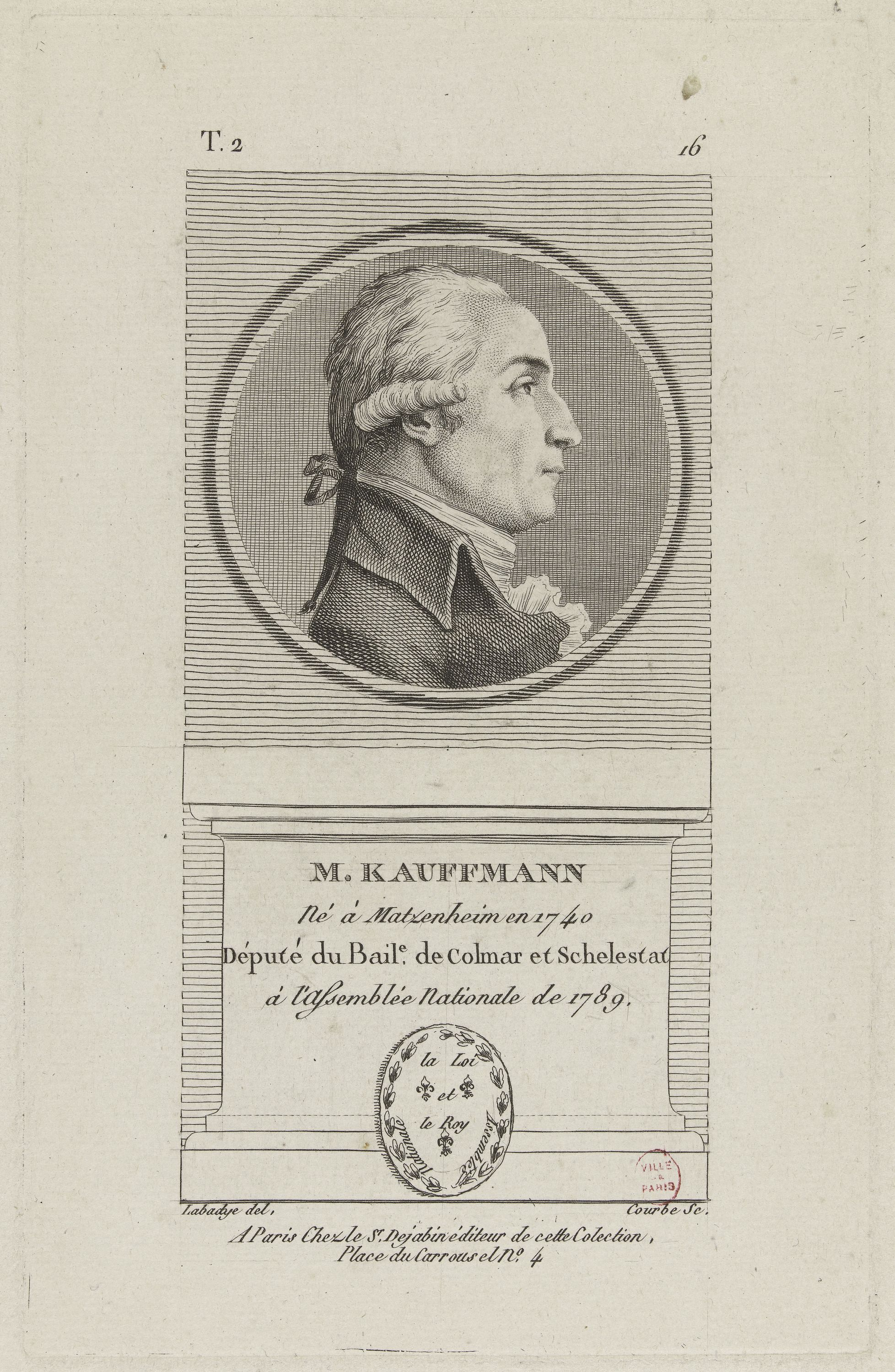
M. Kauffmann, Collection des portraits des deputés a l'Assemblée nationale de 1789, musée Carnavalet, Paris.

Joseph Louis Kauffmann est né le 27 janvier 1749 à Matzenheim,. Catholique, il est le fils de Jean-Georges Kauffmann, aubergiste et prévôt de Matzenheim, et de Marie-Ève Albrecht.
Joseph Louis Kauffmann est huissier-audiencier au siège royal de la maîtrise des eaux et forêts de la Haute-Alsace, receveur de l’évêché de Strasbourg à la Chambre des comptes pour Rhinau et prévôt de Matzenheim,,,.
Le 2 avril 1789,, il est élu député du tiers état du bailliage de Colmar et Sélestat aux États généraux,,,. Il est le troisième et dernier député élu par le tiers état de ce bailliage, avec 250 voix sur 300 votants.
À l'Assemblée nationale constituante, il intervient surtout pour défendre la liberté de la culture et de la fabrication du tabac,,,.
Il est nommé administrateur du département du Bas-Rhin le 5 septembre 1791. Il est membre du directoire de ce département. En 1792, il est suspendu de ses fonctions, réélu et destitué le 24 janvier 1793. Il est élu à nouveau en septembre 1795,. 
Le 25 vendémiaire an IV (17 octobre 1795), il est élu membre du Conseil des Anciens avec 211 voix sur 339 votants. Il y est secrétaire et y prend la parole contre les droits de douane sur le tabac.
Joseph Louis Kauffmann se marie deux fois. La première fois le 7 octobre 1783 à Matzenheim avec Françoise Georger, fille d'Ignace Georger et de Françoise Albrecht. Ce mariage est sans enfant. Il se remarie le 1er mai 1786 à Benfeld avec Marie Élisabeth Kieffer. Ils ont trois fils : Louis Xavier, aubergiste à Matzenheim ; Jean Georges, juge à Altkirch et François Joseph, agriculteur à Kaysersberg.
Joseph Louis Kauffmann meurt à Paris le 17 mars 1799 , ou le 17 mars 1800, assassiné par  un de ses débiteurs strasbourgeois.